# Maximilian Watzka
Maximilian Watzka (Lipcse, 1986. május 25. –) német labdarúgó, aki jelenleg a Progres Niederkorn középpályása.

## Pályafutása
Pályafutását ifjúsági szinten a VfB Leipzig csapatánál kezdte, majd itt lett profi játékos is. 2004-ben a helyi rivális Sachsen Leipzig játékosa lett. Itt szerepelt a német kupába is, valamint bajnoki szinten 76 mérkőzésen 9 gólt szerzett.
A 2007-08-as szezonban a Bundesliga 2-ben szereplő Kickers Offenbach labdarúgója volt. Itt is szerepelt a német kupába, de nem sikerült beverekednie magát a kezdő csapatba. A szezon után az alacsonyabb osztályban szereplő Magdeburg klubjának lett a játékosa, ahol alapember volt.
2010-ben visszatért Lipcsébe és az RB Leipzig csapatába igazolt két évre. Szerződését nem hosszabbították meg lejártát követően ezért elhagyta a klubot. Az Eintracht Trier együttesébe igazolt, majd egy szezon után a BFC Viktoria 1889 klubjába igazolt. Az első szezonjában 29 bajnoki mérkőzésen 10 gólt szerzett, ez volt az ott töltött időszakának legjobb szezonja. 

## Külső hivatkozások
- Transfermarkt profil
- Kicker profil